# 葛原バイパス
葛原バイパス（くぞわらバイパス）は、秋田県鹿角市十和田末広から大館市猿間を通る国道103号（国道104号・国道285号重複）のバイパスである。終点では大館バイパスに連続する。

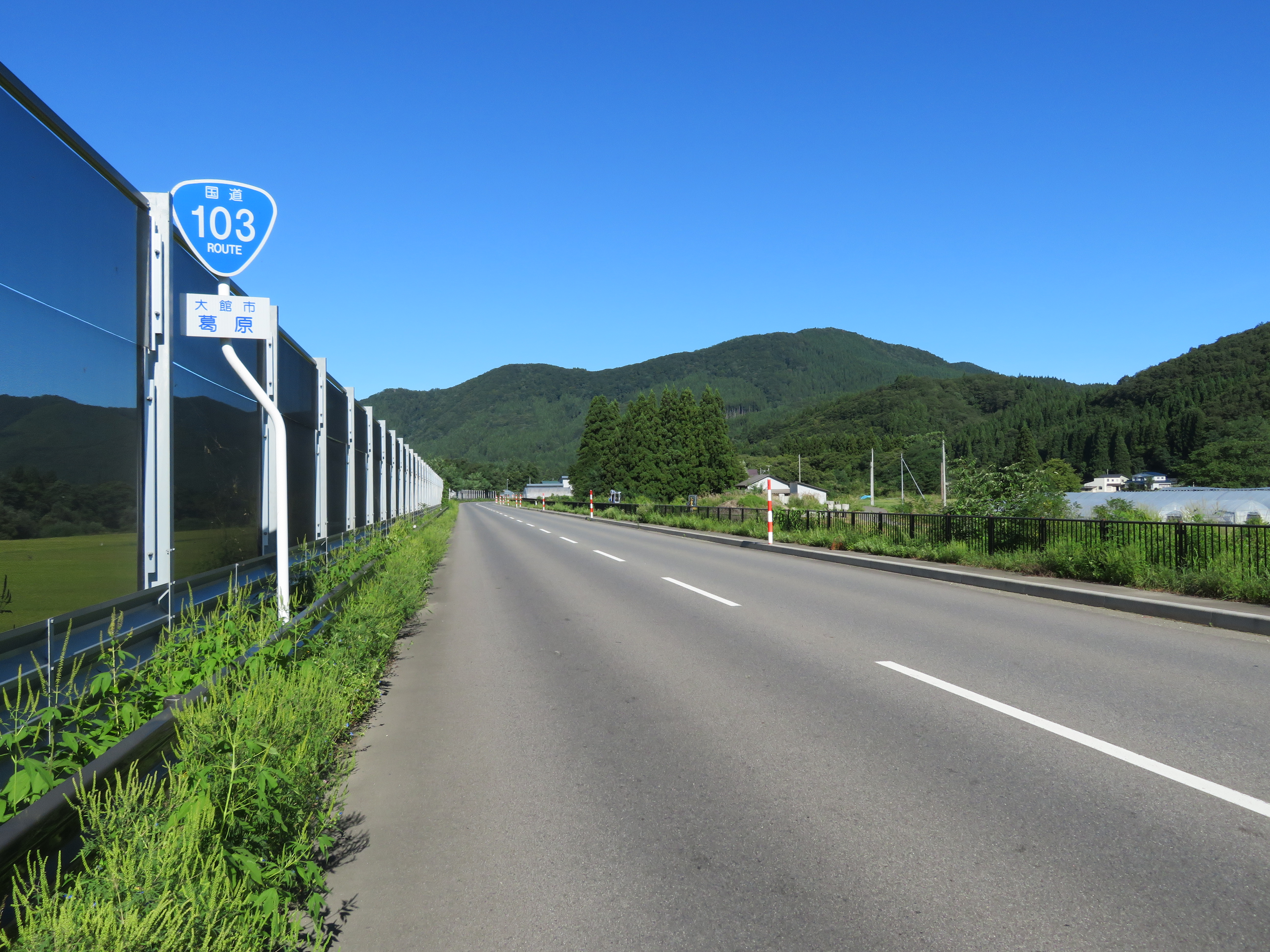
秋田県大館市葛原付近

## 概要
バイパスが開通するまでの旧道は米代川左岸の狭い部分を通っており、大館市沢尻地内における線形の不良・狭小区間の解消を目指して1999年に米代川右岸を通る経路で事業化された。
1999年に事業化されて以来、秋田県の財政事情と新規土の確保が難航したことにより全線開通が2019年まで先送りされていたが、2008年に「国道103号改築促進期成同盟会（会長は大館市長）」・「北奥羽開発促進協議会（会長は八戸市長）」による早期整備要望があり、また2013年8月の豪雨でJR東日本の花輪線 土深井駅周辺を通る現道の路面が陥没するなどライフラインの整備が責務となり、2016年度の開通に前倒しされ、2016年10月27日に開通した。

### 路線データ
- 総延長：5.5 km[1]
- 起点：秋田県鹿角市十和田末広字坂ノ下77番[3]
- 終点：秋田県大館市猿間字中谷地278番1[3]
- 車線数：完成2車線

## 歴史
- 1999年（平成11年） : 事業化[2]。
- 2009年（平成21年）2月 : 0.7 km（全体の47%）供用済み[1]。
- 2014年（平成26年）度 : 葛原新大橋の架橋が終了、全体の90%が完了[2]。
- 2016年（平成28年）10月27日 : 全線開通[3][4]。

## 路線状況
起点の米代川左岸から右岸までの橋梁・葛原新大橋を含む市境までの 0.76 kmを秋田県鹿角地域振興局が担当し、終点までの4.74 kmを北秋田地域振興局が担当する。

### 道路施設
- 葛原新大橋

## 地理

### 交差する道路
- 国道103号旧道および市道以外の交差はなし。